# Miyako Chiyo
Miyako Chiyo (japanisch 都 千代, * 2. Mai 1901 in Wakayama; † 22. Juli 2018 in Yokohama) war eine japanische Supercentenarian und ab dem 21. April 2018 der älteste lebende Mensch.

## Leben
Miyako lebte im Ku Nishi-ku der japanischen Stadt Yokohama. In einem Interview, das sie im Oktober 2015 mit 114 Jahren einem japanischen Anti-Aging-Magazin gab, sagte sie, ihr Geheimnis für Langlebigkeit sei es, Aal zu essen, Wein zu trinken und nie zu rauchen. Und es sei ihr Hobby gewesen, mit ihrem Ehemann ins Ausland zu reisen.
Miyakos Geburtsdatum wurde am 6. August 2015 von der Gerontology Research Group bestätigt. Sie stieg direkt auf Platz 83 der Liste der ältesten Menschen und auf Platz acht der Liste der ältesten lebenden Personen ein. Mit dem Tod von Kiyoko Ishiguro am 5. Dezember 2015 wurde sie zur ältesten lebenden Person der Präfektur Kanagawa und gleichzeitig zum ältesten lebenden Menschen, der im 20. Jahrhundert geboren worden war. Zu den zwanzig ältesten Personen gehörte sie ab dem 8. Dezember 2016, nach dem Tod von Emma Morano am 15. April 2017 war sie unter den drei ältesten lebenden Menschen. Ab Violet Browns Tod am 15. September 2017 war sie hinter Tajima Nabi die zweitälteste lebende Person. Ab dem 15. Dezember 2017, dem Sterbedatum Ana Vela Rubios, war sie die letzte lebende Person mit dem Geburtsjahr 1901. Als sie am 2. Februar 2018 das Alter von Gertrude Weaver überschritt, stieg sie in die Top 10 der ältesten Menschen ein. Ab Mai 2018 belegte sie Platz 7. Außerdem war sie hinter Tajima die zweitälteste Japanerin und Asiatin aller Zeiten. Miyako war nach Tajimas Tod am 21. April 2018 der älteste lebende Mensch der Welt. Nach ihrem Tod am 22. Juli 2018 ging der Titel des ältesten lebenden Menschen der Welt an die Japanerin Tanaka Kane.